# Zellerndorf
Zellerndorf är en ort och kommun  i Österrike. Den ligger i distriktet Hollabrunn i förbundslandet Niederösterreich, 60 km nordväst om huvudstaden Wien. 
Kommunen består av sex orter (Ortschaften) (inom parentes invånarantal 1 januari 2024):
- Deinzendorf (173)
- Dietmannsdorf (113)
- Pillersdorf (104)
- Platt (445)
- Watzelsdorf (433)
- Zellerndorf (1 140)